# Nahida coenoides
Nahida coenoides is een vlindersoort uit de familie van de prachtvlinders (Riodinidae), onderfamilie Riodininae.
Nahida coenoides werd in 1870 beschreven door Hewitson.